# Викстрём, Расмус
Расмус Эрик Викстрём (швед. Rasmus Erik Wikström; род. 18 марта 2001, Гётеборг) — шведский футболист, защитник «Мьельбю».

## Клубная карьера
Начинал заниматься футболом в клубе «Партилле». В юношеском возрасте перешёл в молодёжную команду «Гётеборга». В декабре 2018 года подписал с клубом первый профессиональный контракт, рассчитанный на три года. Дебютировал в чемпионате Швеции 13 июля 2019 года в игре с «Фалькенбергом», появившись на поле на 90-й минуте вместо Виктора Вернерссона. В августе того же года в ответной игре с «Фалькенбергом» вышел в стартовом составе, однако уже на четвёртой минуте встречи получил травму крестообразных связок, в результате чего был вынужден пропустить остаток сезона. В марте 2021 года на правах аренды отправился в «АФК Эскильстуну».
27 июля 2021 года перешёл в датский «Брондбю», с которым подписал контракт, рассчитанный на четыре года. Впервые за датский клуб сыграл в чемпионате страны только 10 апреля 2022 года в гостевом поединке с «Силькеборгом». Из-за недостатка игровой практики в июне 2022 года на правах аренды перешёл в «Сённерйюск», выступающий в первом дивизионе. В его составе принял участие в 33 матчах, в которых забил три мяча.
В августе 2023 года вернулся в Швецию, подписав с «Мьельбю» соглашение на три с половиной года. В его составе дебютировал в чемпионате 27 августа в матче с «Хаммарбю», заменив на 70-й минуте Ноа Эйле.

## Клубная статистика
| Выступление       | Выступление      | Выступление      | Лига | Лига | Кубки | Кубки | Конт. кубки | Конт. кубки | Итого | Итого |
| Клуб              | Лига             | Сезон            | Игры | Голы | Игры  | Голы  | Игры        | Голы        | Игры  | Голы  |
| ----------------- | ---------------- | ---------------- | ---- | ---- | ----- | ----- | ----------- | ----------- | ----- | ----- |
| Гётеборг          | Алльсвенскан     | 2019             | 2    | 0    | 1     | 1     | 0           | 0           | 3     | 1     |
| Гётеборг          | Алльсвенскан     | 2020             | 1    | 0    | 0     | 0     | 0           | 0           | 1     | 0     |
| Гётеборг          | Итого            | Итого            | 3    | 0    | 1     | 1     | 0           | 0           | 4     | 1     |
| → АФК Эскильстуна | Суперэттан       | 2021             | 11   | 0    | 0     | 0     | 0           | 0           | 11    | 0     |
| → АФК Эскильстуна | Итого            | Итого            | 11   | 0    | 0     | 0     | 0           | 0           | 11    | 0     |
| Брондбю           | Суперлига        | 2021/22          | 1    | 0    | 0     | 0     | 0           | 0           | 1     | 0     |
| Брондбю           | Итого            | Итого            | 1    | 0    | 0     | 0     | 0           | 0           | 1     | 0     |
| → Сённерйюск      | 1-й дивизион     | 2022/23          | 28   | 2    | 5     | 1     | 0           | 0           | 33    | 3     |
| → Сённерйюск      | Итого            | Итого            | 28   | 2    | 5     | 1     | 0           | 0           | 33    | 3     |
| Броммапойкарна    | Алльсвенскан     | 2023             | 4    | 0    | 0     | 0     | 0           | 0           | 4     | 0     |
| Броммапойкарна    | Итого            | Итого            | 4    | 0    | 0     | 0     | 0           | 0           | 4     | 0     |
| Всего за карьеру  | Всего за карьеру | Всего за карьеру | 47   | 2    | 6     | 2     | 0           | 0           | 53    | 4     |